# Music to Scream To
Music to Scream To es la tercera banda sonora hecha por la cantante Poppy. Fue lanzado el 20 de octubre de 2020 por medio de Sumerian Records y fue hecho principalmente para que fuera escuchado mientras se leía su novela gráfica Poppy's Inferno, la cual fue lanzada el mismo día que el álbum. 
Este fue el primer álbum que fue hecho principal y solamente por Poppy misma.
La portada del álbum es una obra de arte abstracta del gato de Poppy, Pi, lo cual se puede observar al ver el área oscurecida (gris) de la portada, las líneas que pueden ser descritas como "garabatos" son una combinación de linenas "engarabatadas" y el símbolo del pi, el cual se puede notar claramente después de que este haya sido consultado.
El álbum fue anunciado el 28 de enero de 2020 y originalmente iba a ser lanzado el 21 de junio del mismo año, pero por la pandemia del coronavirus, su lanzamiento (junto con la novela gráfica) fue atrasado varios meses, hasta que por fin fue lanzado el 20 de octubre (del mismo año).
Antes de su lanzamiento (pero después del anuncio del álbum), Poppy dijo en un episodio de 1 hora y 11 minutos del podcast The Boulet Brothers' Creatures of the Night que el álbum iba a ser del género noise.

## Lista de canciones
| Music to Scream To |                       |          |  |
| N.º                | Título                | Duración |  |
| 1.                 | «Scream»              | 0:55     |  |
| 2.                 | «Screamm»             | 8:34     |  |
| 3.                 | «Screammm (ft. GASM)» | 4:27     |  |
| 4.                 | «Screammmm»           | 6:13     |  |
| 5.                 | «Screammmmm»          | 6:13     |  |
| 6.                 | «Screammmmmm»         | 7:35     |  |
| 33:51              |                       |          |  |